# 사기정의
사기정의(史記正義)는 사기의 주석서로 당나라의 장수절(張守節)이 저술하였다. 사기집해, 사기색은과 함께 사기3가주(史記三家注)라 불리며 30권으로 이루어져 있다. 서문에 의하면 당나라(唐) 개원(開元) 24년(736년)에 저작되었다고 한다.

## 같이 보기
- 사기